# Danish-Chinese Business Forum
Danish-Chinese Business Forum (DCBF) er en erhvervs- og netværksorganisation for danske og kinesiske virksomheder og organisationer. Medlemsskaren er i dag (pr.  januar 2018) på over 135 medlemmer fordelt over forskellige industrier, og tæller små, mellemstore og store virksomheder, universiteter og kommuner.
Danish-Chinese Business Forums formål er at styrke kommercielle og økonomiske relationer mellem Danmark og Kina, med henblik på at forbedre forholdene for sine medlemmer.
Organisationen faciliterer kurser, foredrag, konferencer, netværks- og ekspertgruppemøder, med emner såsom e-handel, sourcing, HR og innovation. Den bistår også danske kommuner og regioner i offentlig-private partnerskaber med kinesiske virksomheder samt i bysamarbejder, og indsamler viden om hvordan danske virksomheder klarer sig i Kina.

## Organisation
Danish-Chinese Business forum styres af en frivillig bestyrelse. Bestyrelsen ledes af en formand, mens den daglige drift varetages af generalsekretæren. Bestyrelsesmedlemmer bliver valgt for en fireårig periode.
Formænd
- 2019 - i dag: Tom Behrens Sørensen
- 2016 - 2019: Claus V. Hemmingsen
- 2012 - 2016: Thorkild K. Christensen
- 2005 - 2012: Nils Foss

Generalsekretærer
- 2016 - i dag: Hans Henrik Pontoppidan
- 2005 - 2016: Tom Jensen

## Historie
Danish-Chinese Business Forum er grundlagt i 2005 af en række af de største danske eksportvirksomheder, og har siden opnået anerkendelse af både den danske og kinesiske stat.

## Ekstern Henvisning
- Danish-Chinese Business Forums bestyrelse Arkiveret 12. januar 2018 hos  Wayback Machine
- Danish-Chinese Business Forums officielle hjemmeside